# Rochetrejoux
Rochetrejoux é uma comuna francesa na região administrativa da Pays de la Loire, no departamento de Vendéia. Estende-se por uma área de 10,92 km². Em 2010 a comuna tinha 978 habitantes (densidade: 89,6 hab./km²).